# San Cristóbal de La Laguna (Gerichtsbezirk)
Der Gerichtsbezirk San Cristóbal de La Laguna ist einer der zwölf Gerichtsbezirke in der Provinz Santa Cruz de Tenerife.
Der Bezirk umfasst 4 Gemeinden auf einer Fläche von 176,87 km² mit dem Hauptquartier in San Cristóbal de La Laguna.

## Gemeinden
| Gemeinde                                  | Einwohner (2024) | Fläche km² | Dichte Einw./km² | Cod INE | Postleitzahl                                                                                    |
| ----------------------------------------- | ---------------- | ---------- | ---------------- | ------- | ----------------------------------------------------------------------------------------------- |
| San Cristóbal de La Laguna                | 160.258          | 102,06     | 1.570            | 38023   | 38320, 38330, 38108, 38201–38208, 38240, 38250, 38260, 38270, 38291, 38293, 38294, 38296, 38297 |
| El Sauzal                                 | 9.278            | 18,31      | 507              | 38041   | 38359, 38360                                                                                    |
| Tacoronte                                 | 24.746           | 30,09      | 822              | 38043   | 38340, 38350, 38355–38358                                                                       |
| Tegueste                                  | 11.405           | 26,41      | 432              | 38046   | 38280, 38289, 38292, 38293, 38297                                                               |
| Gerichtsbezirk San Cristóbal de La Laguna | 205.687          | 176,87     | 1.163            | –       | –                                                                                               |